# Свети Николай (Калитеа)
„Свети Николай“ (на гръцки: Αγίου Nικολάου) е възрожденска православна църква, разположена в село Калитеа на полуостров Касандра. Църквата е енорийски храм на Касандрийската епархия.

## История
Църквата е построена в 1865 година като католикон на метоха на светогорския руски манастир „Свети Пантелеймон“. Църквата е наследник на средновизантийски еднокорабен храм, който от своя страна е построен върху раннохристиянска базилика, от която има сполии вградени в днешната църква и в други сгради на метоха. Край църквата са открити развалините на храм на Зевс Амон. През 60-те години на XIX вк година авторът Николаос В. Хрисантидис, придружен от митрополит Хрисант Касандрийски, посещава метоха на „Свети Пантелеймон“ Неромилос на мястото на днешна Калитея и в книга, публикувана в 1870 година в Цариград, пише, че монасите са открили в 1863 година при разкопки светилище. Големите квадратни мраморни елементи, които са изнесли, били използвани за изграждането на църква, посветена на Свети Пантелеймон (1865) и за възстановяването на манастира „Свети Пантелеймон“. Цялата църква, светият олтар и наосът са изписани с изключителни стенописи на руски зографи, като сигнатурите са славянски.